# Hendrieken
Hendrieken is een dorp in de Belgische provincie Limburg en een deelgemeente van Tongeren-Borgloon, het was een zelfstandige gemeente tot aan de gemeentelijke herindeling van 1977.
Hendrieken ligt in Haspengouw en is een klein straat- en landbouwdorp ten zuidwesten van Borgloon waarmee het in 1977 werd samengevoegd.

## Etymologie
In 1366 was sprake van Enderinchoven juxta Looz (Hendrikhoven nabij Borgloon). De naam zou dus de betekenis hebben van: De hoeve van Hendrik.

## Geschiedenis
Door het grondgebied van Hendrieken liep de oude weg van Tongeren naar Antwerpen.
Hendrieken was waarschijnlijk bezit van de Graven van Loon en vanaf 1366 van de Bisschoppelijke Tafel van het Prinsbisdom Luik.
De Sint-Lambertuskerk was een kwartkerk van de Sint-Odulfusparochie van Borgloon. Het patronaatsrecht was in handen van de Graven van Loon. In de 12e eeuw kwam dit in bezit van de Abdij van Villers. In 1582 kwam het in handen van het Sint-Lambertuskapittel te Luik.
Samen met het onmiddellijk ten zuiden gelegen dorp Voort vormde Hendrieken één parochie. Voort bezat nooit een eigen kerk.
In de 19e eeuw bezat Hendrieken een fabriekje voor stroop en azijn, en een brouwerij.

## Demografische ontwikkeling
- Bronnen:NIS, Opm:1831 tot en met 1970=volkstellingen; 1976 = inwoneraantal op 31 december

## Bezienswaardigheden

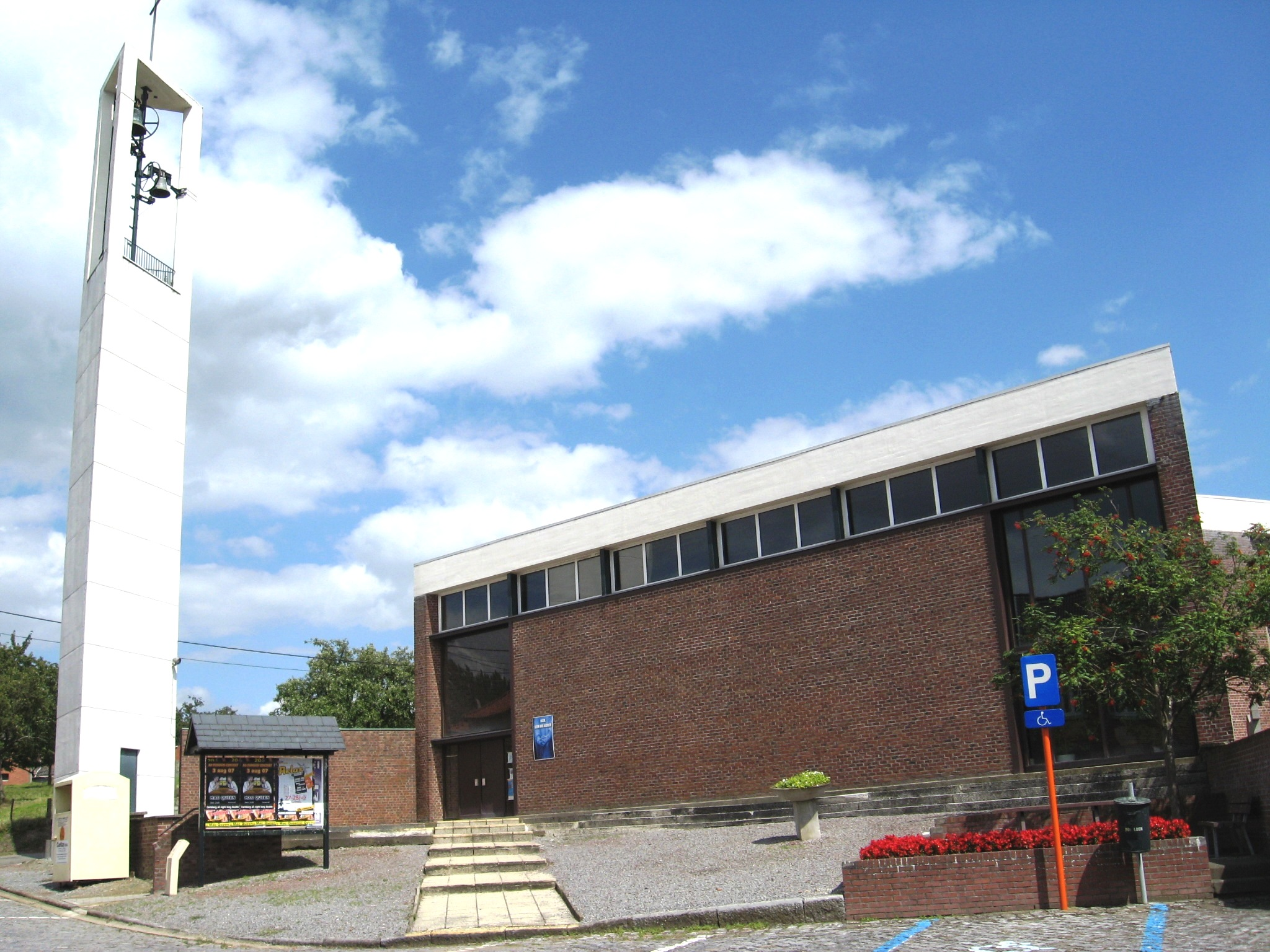
Sint-Lambertuskerk

- Enkele vierkantshoeven uit de 19e eeuw
- Kasteel Hulsberg, eind 19e eeuw
- De Sint-Lambertuskerk

## Natuur en landschap
Hendrieken ligt op de zuidgrens van vochtig-Haspengouw. Het plaatsje ligt in de vallei van de Motbeek die ten oosten van Hendrieken ontspringt en, na ongeveer 1 km, ten noorden van Voort in de Herkebeek uitmondt. De landbouw wordt gekenmerkt door fruitteelt, akkerbouw en weiland.

## Nabijgelegen kernen
Gotem, Borgloon, Voort